# Championnats d'Europe de beach-volley 2014
Navigation
Édition précédente Édition suivante
Les championnats d'Europe de beach-volley 2014, vingt-deuxième édition des championnats d'Europe de beach-volley, ont lieu du 3 au 8 juin 2014 à Quartu Sant'Elena, en Italie. Il est remporté par les Italiens Paolo Nicolai et Daniele Lupo chez les hommes et par les Néerlandaises Madelein Meppelink et Marleen van Iersel chez les femmes.